# Кониково
Конѝково (на гръцки: Δυτικό, Дитико, катаревуса: Δυτικόν, Дитикон, до 1950 година Στίβα или Στοίβα, Стива, до 1926 година Κονίκοβο, Кониково, катаревуса Κονίκοβον, Кониковон) е село в Егейска Македония, Гърция, в дем Пела на административна област Централна Македония.

## География
Селото е разположено на 70 m надморска височина в северозападния край на Солунското (или Пазарското поле) на 20 km североизточно от Енидже Вардар (Яница).

## История

### В Османската империя
В XIX век Кониково е чисто българско село в Ениджевардарска каза на Османската империя. В 1848 година руският славист Виктор Григорович описва в „Очерк путешествия по Европейской Турции“ Кониново като българско село.
Селото признава върховенството на Българската екзархия. През май 1880 година са арестувани мухтарите на няколко енидженски села и от тях е изискано поръчителство, че са благонадеждни, което би могъл да даде само гръцкия митрополит. Така митрополит Йеротей Воденски успява да откаже от Екзархията селата Крива, Баровица, Църна река, Тушилово, Петрово, Бозец, Постол, Геракарци и Кониково.
На австро-унгарската военна карта е отбелязано като Коникова (Konikova), на картата на Йоргос Кондоянис е отбелязано като Кониковон (Κονίκοβον), християнско село.
Към 1900 година според статистиката на Васил Кънчов („Македония. Етнография и статистика“) Кониково има 170 жители българи.
По-късно селото отново става екзархийско. По данни на секретаря на екзархията Димитър Мишев („La Macédoine et sa Population Chrétienne“) в 1905 година в Кониково има 200 българи екзархисти и работи българско училище.
Кукушкият околийски училищен инспектор Никола Хърлев пише през 1909 година:
| „ | Кониково, 16 /III, 1 3/4 ч. от Ливадица. Всичко 13 български екзархийски къщи, чифлик. Поминават със земеделие, бубарство и лозарство. Във всяка къща живеят по две-три венчила. От Патриаршията е отказано преди 20 години. Черквата, отворена, не притежава нищо. Училището е двуетажно (вакъф), с две стаи таваносани и добре осветявани. Класната стая има 6Х5Х3 големина. | “ |

По данни на Екзархията в 1910 година Кониково е чифлигарско село с 27 семейства, 129 жители българи и една черква.
В 1910 година Халкиопулос пише, че в селото (Κονίκοβον) има 120 екзархисти.
При избухването на Балканската война в 1912 година един човек от Кониково е доброволец в Македоно-одринското опълчение.

### В Гърция
През войната селото е окупирано от гръцки части и остава в Гърция след Междусъюзническата война. В 1912 година е регистрирано като селище с християнска религия и „македонски“ език. Преброяването в 1913 година показва Кониково (Κονίκιοβο) като село с 68 мъже и 62 жени. Българските му жители са принудени да се изселват в България. Ликвидирани са 16 имота на жители, преселили се в България.
В България се изселват всичките 27 български семейства на Кониково или 121 души. 15 български семейства се изселват в Горни Воден, Станимашко, и Пловдив. В селото са заселени гърци бежанци. В 1926 година е прекръстено на Стива (Στίβα), а в 1950 година на Дитико. Според преброяването от 1928 година Кониково е смесено местно бежанско село със 120 бежански семейства с 402 души. Според Тодор Симовски селото е изцяло бежанско.
| Име      | Име       | Ново име      | Ново име      | Описание                  |
| -------- | --------- | ------------- | ------------- | ------------------------- |
| Църланга | Τσορλάγκα | Маврос Лонгос | Μαύρος Λόγγος | местност на С от Кониково |

| Година    | 1913 | 1920 | 1928 | 1940 | 1951 | 1961 | 1971 | 1981 | 1991 | 2001 | 2011 | 2021 |
| --------- | ---- | ---- | ---- | ---- | ---- | ---- | ---- | ---- | ---- | ---- | ---- | ---- |
| Население | 130  | 126  | 363  | 589  | 660  | 600  | 419  | 437  | 476  | 477  | 454  | 387  |

## Личности
Родени в Кониково
- Георгиос Серафим (Γεώργιος Σεραφείμ), гръцки андартски деец, четник при Константинос Мазаракис между 1905 и 1908 година, участва в сраженията при Голишани, Месимер и Патичино[21]
- Йоанис Ицопулос (Ιωάννης Ιτσόπουλος), гръцки андартски деец, четник при Константинос Мазаракис между 1905 и 1908 година и местен ръководител[21]
- Лазо Трайков (1877 – ?), македоно-одрински опълченец, четата на Ичко Димитров[22]
- Павел Божигробски (? – 1871), български духовник
- Павел Граматиков (? – 1902), български революционер, известен като Павле Капитан
- Йоанис Ицопулос (Ιωάννης Ιτσόπουλος), гръцки андартски деец, четник при Константинос Мазаракис между 1905 и 1908 година и местен ръководител[21]
- Ставрос Гусопулос (Σταύρος Γουσόπουλος), гръцки андартски деец, четник при Йован Фистов и Константинос Мазаракис, убит през 1906 година[21]
- Христос Ицопулос (Χρήστος Ιστιόπουλος), гръцки андартски деец, четник[21]
- Христос Серафим (Χρήστος Σεραφείμ), гръцки андартски деец, четник, убит през 1905 година от български комити заедно с Атанасиос Христу[23]

Починали в Кониково
- Иван Лятев (? – 1905), български революционер, деец на ВМОРО, убит през април 1905 година край Кониково[24]

Свързани с Кониково
- Иван Ангелов (1831 – ?), български свещеник от Додулари, проповядвал в Кониково между 1871 и 1910 година.[25]